# Chrysler Valiant (VH)

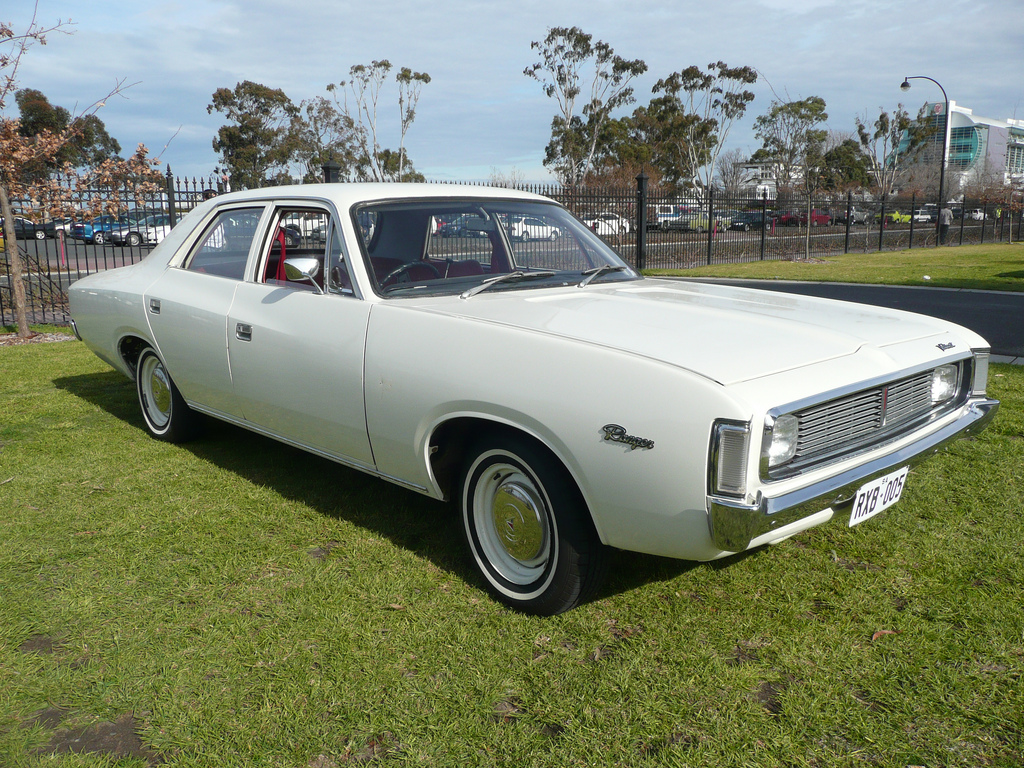
Chrysler Valiant VH Ranger

La Chrysler Valiant VH est une automobile produite par Chrysler Australia de juin 1971 à mars 1973. Elle a remplacé la Valiant Série VG et a été le premier modèle de Valiant de conception uniquement australienne.

## Gamme de modèles
La Valiant Série VH était offerte dans les modèles suivants.
- Valiant berline[3]
- Valiant Ranger berline[3]
- Valiant Ranger break[3]
- Valiant Ranger XL berline[3]
- Valiant Ranger XL break[3]
- Valiant Ranger XL à toit rigide
- Valiant Pacer Hemi berline[3]
- Valiant Regal berline[3]
- Valiant Regal break[3]
- Valiant Regal à toit rigide[3]
- Valiant Regal 770 berline[3]
- Valiant Regal 770 à toit rigide[3]
- Valiant Charger coupé[3]
- Valiant Charger XL coupé[3]
- Valiant Charger R/T coupé[3]
- Valiant Charger 770 coupé[3]
- Valiant Charger 770 SE coupé[4]
- Dodge utilitaire[5]
- Valiant utilitaire[3]
- Valiant Ranger utilitaire[3]

Les modèles berline et break ont été introduits en juin 1971, suivis des coupés Charger en août, des modèles utilitaires coupé en septembre et des toits rigides 2 portes en novembre.

## Changements
La Valiant VH présentait une carrosserie entièrement nouvelle qui était plus grande et plus spacieuse que celle de sa prédécesseur, la Série VG. Les modèles VH Hardtop utilisaient des panneaux de carrosserie entièrement fabriqués en Australie, contrairement aux précédentes VG Hardtop qui utilisaient de la tôle importée pour tous les panneaux à l'arrière du pare-brise. Les toits rigides roulaient maintenant sur un empattement de 115 pouces, 4 pouces de plus que celui des berlines et des breaks. La Valiant Charger, qui a fait ses débuts dans le cadre de la série VH, utilisait un empattement de 105 pouces. À partir de 1973, la réglementation australienne exigeait que des clignotants orange soient installés à l'avant de tous les véhicules de tourisme, ainsi qu'à l'arrière. Cela signifiait que les feux de position / clignotants combinés avec des lentilles transparentes montées sur la VH n'étaient plus légaux. En conséquence, les voitures de la Série VH de 1973 ont été équipées de clignotants ambrés à la place des lentilles claires, et les feux de position ont été déplacées sur le panneau sous le pare-chocs avant.

## Moteurs et transmissions
Le moteur six cylindres en ligne «Hemi 6» de Chrysler Australie était offert en trois cylindrées, 3,5 litres, 4,0 litres et 4,3 litres. et un V8 318 était également disponible. Un V8 340 a été installé sur le modèle Charger 770SE E55 qui a été mis en vente en octobre 1972. Des transmissions manuelles à 3 vitesses et automatiques à 3 vitesses ont été initialement proposées avec un manuel à 4 vitesses disponible sur les modèles Charger à partir de juin 1972.

## Production sud-africaine
Les Valiant VH été assemblées à Silverton, près de Pretoria en Afrique du Sud à l'aide de carrosseries, électriques et garnitures australiennes et de composants mécaniques d'origine locale, dont un moteur 225. Avant 1971, les Valiant sud-africaines provenaient du Canada. Les versions locales été vendues sous les noms de Chrysler Valiant Rebel, Rebel 660, Regal, Charger Coupé et Chrysler VIP. Des breaks étaient également disponibles pour la Rebel et la Regal. Pour 1973, la Dodge SE (pour "Special Edition") est apparue, une version de luxe avec différents traitements avant et arrière, un toit en vinyle, un équipement complet et une version de 142 kW (193 PS; 190 ch) du moteur Slant-six. Mis à part le moteur à six cylindres, la Dodge SE était très similaire à la Chrysler by Chrysler australienne.

## Production et remplacement
Un total de 67 800 Valiant VH ont été construites avant son remplacement par la gamme Valiant VJ en 1973.

## Chrysler by Chrysler
Article principal: Chrysler by Chrysler
En novembre 1971, Chrysler Australie a présenté la Chrysler by Chrysler Série CH, qui était un modèle de luxe à empattement long développé à partir de la Valiant VH. Elle était proposée en berline 4 portes et en carrosserie à toit rigide 2 portes avec un choix de moteurs six cylindres 265 et V8 360.